# 北京市郊铁路
- 關於北京地铁运营的城郊线路，如13号线、昌平线、磁悬浮S1线，請見「北京地铁」。
- 關於国铁在京津冀地区运营的短途城际线路，如京雄城际铁路，請見「京津冀城际铁路网」。

北京市郊铁路是北京市的通勤铁路系统。系统利用既有的国铁线路开行市郊列车，名义由上北京城市铁路投资发展有限公司运营，实际运输组织由国铁北京局集团公司负责。截止2020年9月营运线路有4条，即S2线、城市副中心线、怀柔－密云线、通密线。

## 建设背景
北京市郊铁路的前身是20世纪末每年旅游旺季开行的郊游列车。原北京铁路分局与属地政府、旅游主管部门合作，在生存岛、雁栖湖（位于现雁栖湖与怀柔北车站之间）、青龙峡、鹫峰、凤凰岭、苹果园地铁等大客流点设置了6处乘降所，修建站台，方便郊游列车停靠，并改善线路开行大量市郊列车，如八达岭线路将时间压缩到了84分钟，十一期间开行8对。
北京郊游列车首次开行是1999年，从6月25日开始至11月8日停运，四个月时间共发送22万人，收入152万元。2000至2004年之间的每年旅游旺季郊游列车都有开行。同时旅游景点也推出优惠政策，凭景区门票可免费乘车。受北京南站以及北京北站施工改造影响，2005、2006年郊游列车停运（涞源线2006年暑期开行）。2007年7月，八达岭郊游列车在施工中的北京北站设置临时通道恢复开行，这也成为了原郊游列车的最后一次开行，次年北京市郊铁路S2线正式开通。
| 线路名   | 用过的车次           | 起迄站                        | 重要途经站                                               | 票价                                                          |
| -------- | -------------------- | ----------------------------- | -------------------------------------------------------- | ------------------------------------------------------------- |
| 郊游1/2  | 201/2                | 北京-石塘路                   | 红螺寺、生存岛、范各庄、雁栖湖、青龙峡、石塘路（黑龙潭） | 8/12 （单程/往返）                                            |
| 郊游3/4  | L671/2 L677/8        | 北京北-石塘路（古北口）       | 红螺寺、生存岛、范各庄、雁栖湖、青龙峡、石塘路（黑龙潭） | 8/12 （单程/往返）                                            |
| 郊游5/6  | 211-214              | 北京北（沙河）-西黄村（五路） | 五路、苹果园地铁、三家店、大觉寺、鹫峰、凤凰岭           | 5/8（单程/往返）                                              |
| 郊游7/8  | L673/4 L679/80       | 北京南-涞源                   | 青龙湖、南观村、燕山、孤山口、云居寺、十渡、野三坡       | 8/12/20（单程，南观村、苟各庄分界） 12/20（往返，苟各庄分界） |
| 郊游9/10 | L673-8 L813/4 A237/8 | 北京北-八达岭（康庄）         | 居庸关、青龙桥、八达岭、八达岭野生动物园、康庄           | 10/18（单程/往返） 15/25（空调车） 5.5（2007年，单程）        |

随着北京市市郊卫星城的不断发展，在2002年的《北京城市轨道交通线网调整规划》提出建设北京市郊铁路，所规划的市郊铁路路线在2004年纳入《北京城市总体规划》中。《北京城市总体规划（2016年-2035年）》中提出统筹利用铁路资源，大幅增加城际铁路和区域快线（含市郊铁路）里程。

## 线路
| 线路名称             | 开通日期       | 首末站                     | 长度（千米）          | 车型                                        | 途经线路                                               |
| -------------------- | -------------- | -------------------------- | --------------------- | ------------------------------------------- | ------------------------------------------------------ |
| 城市副中心线（S1线） | 2017年12月31日 | 良乡站-乔庄东站            | 63.7                  | CRH6A“京通号”                               | 京广铁路、西长铁路、北京地下直径线、京哈铁路、通乔铁路 |
| S2线                 | 2008年8月6日   | 黄土店站-延庆站/沙城站     | 108.3（包括沙城支线） | NDJ3“长城号”                                | 东北环线、京包铁路（康延铁路）                         |
| 怀柔－密云线（S5线） | 2017年12月31日 | 北京北站-古北口站          | 144.6                 | CRH6F-A“怀密号”                             | 京包客专京张段、东北环线、京通铁路                     |
| 通密线               | 2020年6月30日  | 通州西站-密云北站/怀柔北站 | 83.4                  | DF4C机车 （主线） DF11G机车（支线） 25G车底 | 京承铁路、怀范铁路、京通铁路                           |

在规划时，北京市郊铁路路线以字母S+阿拉伯数字的方式命名，目前与“区域快线”合并规划，优化北京城市轨道交通体系。但在实际投入运营时，连接通州的S1线被命名为城市副中心线，连接怀柔、密云的S5线被命名为怀柔-密云线，连接通州与怀柔、密云的S6线被命名为通密线。

### 城市副中心线（S1线）
西起房山区的良乡站，利用既有京广铁路、西长铁路、北京地下直径线、京哈线、通乔铁路向东横贯市区，至通州区的乔庄东站，设良乡站、衙门口站（规划中）、北京西站、北京站、北京东站、通州站、乔庄东站7座车站（开通6座车站），由CRH6A型电力动车组（“京通号”）担当，是市郊铁路线网中的东西向核心干线。
2017年12月31日起先行开通北京西站至通州站段，长29.6公里，设4座车站。2019年6月20日，城市副中心线东延至乔庄东站，里程增加至32.7公里，共设5座车站。2020年6月30日，副中心线西延至良乡站，里程增加至63.7公里，设6座车站。
2021年3月宣布推动「城市副中心线整体提升工程（西段）」。线路全长约49.9公里，设置8座车站，并对长阳至良乡南关段线路实施复线化改造。该工程原定2024年建成投运，但直到2024年才进行招标，6月宣布中标信息，9月全线开工，预计2026年建成投运。

### S2线

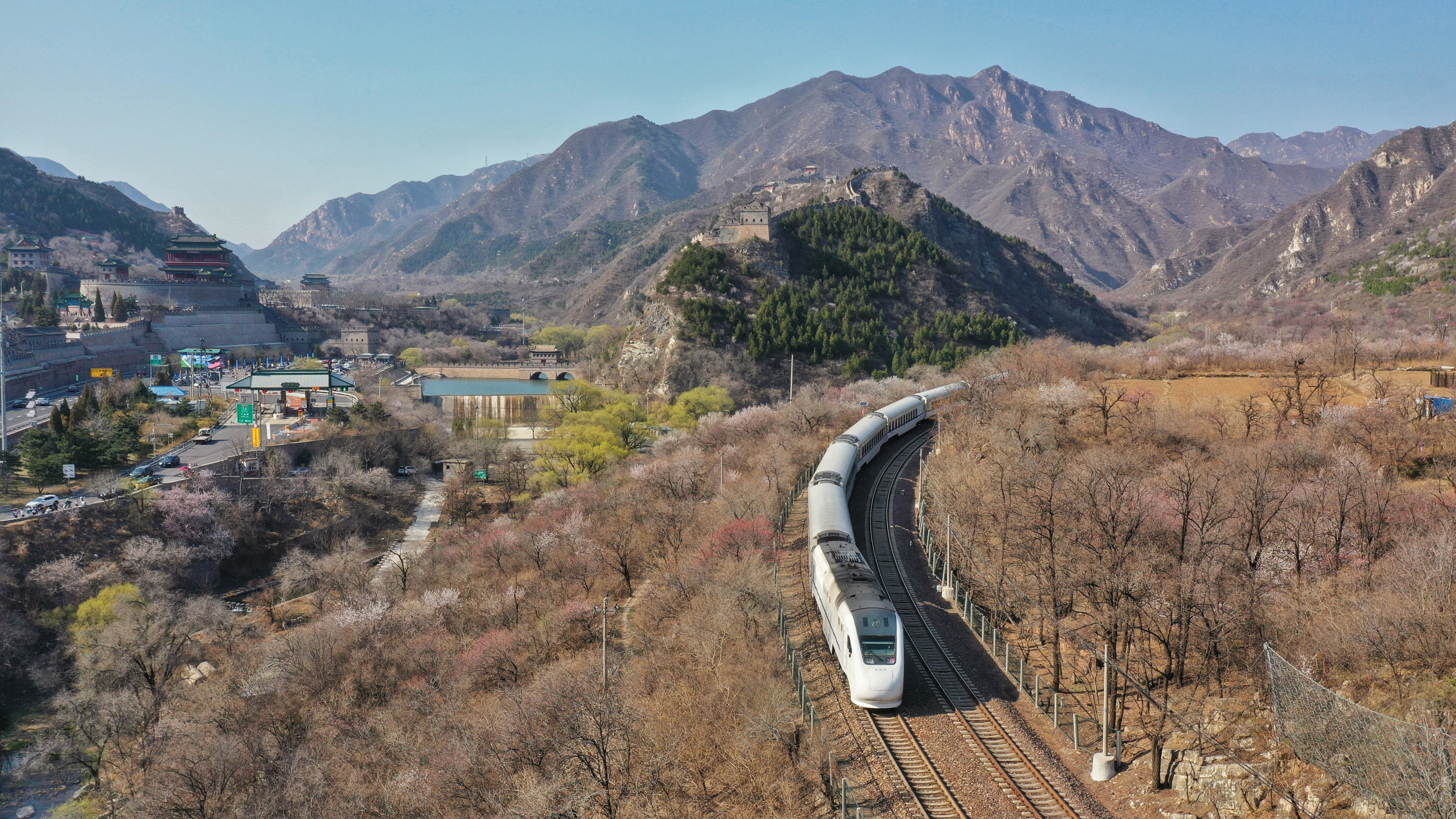
S207从居庸关前驶过，两侧是居庸关花海区域

为满足延庆区和昌平区至北京市中心区域的通勤需求；2008年前优先建设从北京北站到昌平区的线路，北京市和铁道部于2008年4月起对既有的京包铁路北京市区段和康延支线进行了一系列的升级改造。这条路线被命名为S2线，于2008年8月6日开通，由NDJ3型柴油动车组（“长城号”）担当。
2016年11月1日起，北京北站改造封站，线路调整至黄土店站始发。目前线路长度为108.3公里（包括沙城支线）。
2020年3月30日起，为配合延庆站施工，线路调整主线终点至八达岭站，并设置免费接驳车往返延庆城区。2020年12月1日，延庆站恢复办理客运业务。
2021年3月宣布推动「S2线南段通勤化改造工程」。将在全长约31公里的南段线路，设置7座车站，实施线路电气化、复线化、信号改造，將成为是市郊铁路西北方向的重要线路。

### 怀柔-密云线（S5线）

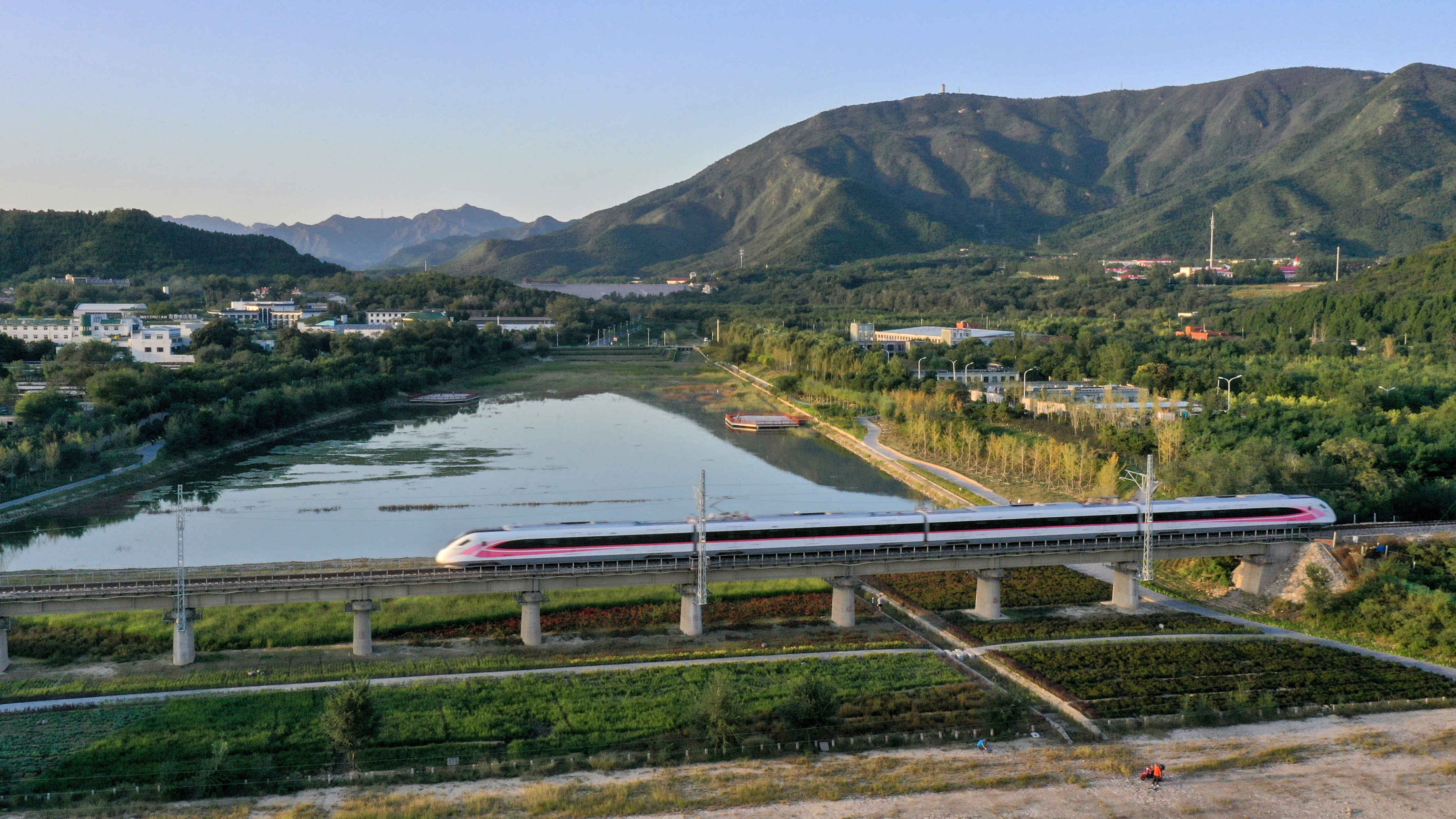
从昌平东沙河上穿过的S515，右侧背景为蟒山森林公园

从西城区北京北站始，途经海淀区、昌平区、怀柔区，至密云区古北口站。该线将服务于怀柔科学城通勤和青龙峡、云龙涧、古北口等景区的旅游需要。原由NDJ3型柴油动车组（“长城号”）担当，在线路电气化改造完成后由CRH6F-A型电力动车组（“怀密号”）担当。
2017年12月31日起开通黄土店站、昌平北站、怀柔北站三站。2019年4月30日起开通雁栖湖站（开通时名为范各庄站）、黑山寺站、古北口站。2019年12月30日，怀柔－密云线的始发站由黄土店站调整至清河站。2020年9月30日，本线南延至北京北站，全长达到144.6公里。

### 通密线
市郊铁路通密线，原称市郊铁路京承线，利用京承铁路（及怀范铁路）开行，北起密云区密云北站（支线起自怀柔区怀柔北站），途径顺义区牛栏山站、顺义站，至位于通州区的近期终点通州西站，于2020年6月30日建成并通车。

### 近期建设线路

#### 东北环线（S7线）
利用东北环线开行，位于昌平区及朝阳区，先期设黄土店站、望京站、北京朝阳站、北京东站，于2020年建设。计划于2021年初开通，但至今仍未开通。2021年3月宣布推动「东北环线整体提升工程」，线路全长约35.4公里，设置10座车站，新建黄土店站至北京朝阳站段复线、光华路支线。该项目是市郊铁路西北与东南方向的重要连络线路，能够有效填补对角方向轨道交通线路的空白。
2023年，市郊铁路东北环线规划改为由南口站至光华路站，设车站15座（其中新建9座、改造既有车站6座），预计2026年6月开通南口至北京朝阳段，2028年开通北京朝阳至光华路段。

#### 京门-门大线
市郊铁路京西线，又称京门-门大线，利用京门铁路开行，其中门大段线路全长33.4公里。门头沟区计划依托闲置矿区和门大线铁路工业遗址资源形成依托“一线四矿”（“一线”即门大线，“四矿”指王平、木城涧、大台和千军台煤矿）的观光、通勤列车。门大线共12站，分别是门头沟站、琉璃渠站、野溪站、斜河涧站、丁家滩站、韭园站、色树坟站、王平村站、落坡岭站、大台站、木城涧站、千军台站；京门线预计开通3站，为门头沟站、三家店站、金安桥站。

#### 亦庄线（奔驰专用线）
新建客货混用线路。从位于大兴区的既有京沪铁路安定站引出，新建线路至位于北京经济技术开发区的北汽奔驰二厂，全长12.17km，初期设安定站和奔驰装卸站。

## 运营

### 票价
2017年12月票价调整后，北京段票价按里程计价（如下表）。河北段（S2线沙城方向）仍按原规定执行（10元），跨北京段和河北段出行票价按两段加总计价。
| 票价表（单程票）     | 票价表（单程票） |
| -------------------- | ---------------- |
| 票价（人民币，下同） | 乘车距离         |
| ¥3                   | 6公里及以下      |
| ¥4                   | 6-12公里         |
| ¥5                   | 12-22公里        |
| ¥6                   | 22-32公里        |
| ¥7                   | 32-52公里        |
| ¥8                   | 52-72公里        |
| ¥9                   | 72-92公里        |
| ¥10                  | 92-112公里       |

### 乘车

#### S2线
乘客可在乘车站使用现金购买当日有效不限车次的非实名制单程自由席车票，亦可刷北京市政交通一卡通或其他带有交通联合标志的交通卡进站乘车，也支持使用由亿通行、北京一卡通或北京公交APP生成的地铁码扫码乘车，刷卡或扫码可享受与城市轨道交通路网合并的月支出累计阶梯折扣优惠政策（异地卡除外），乘客进出站时均需扫码或刷卡。

#### 怀柔-密云线、城市副中心线及通密线
乘客可在任意铁路联网售票点或12306网站及客户端购买实名制单程自由席电子客票，票面显示为“无座”，购票后可扫描身份证件进出站，亦可使用中铁银通卡、实名认证后的北京市政交通一卡通、市郊铁路一卡通进站乘车，也支持使用注册人脸信息后的支付宝、亿通行手机程序扫二维码乘车。刷实名制北京市政交通一卡通、市郊铁路一卡通卡或扫二维码的乘客可享受与城市轨道交通路网合并的月支出累计阶梯折扣优惠政策，乘客进出站时均需扫码或刷卡。

## 北京市市郊（域）铁路网规划
根据《北京市轨道交通线网规划（2020年-2035年）》，区域快线（含市郊铁路）包含市郊铁路线路及新建区域快线，是提供北京都市区主要节点之间快速服务的轨道交通方式。线网由15条线路构成，线网里程约1058公里。其中，包括利用既有铁路资源线路和新建线路。而根据《北京市域（郊）铁路功能布局规划（2020年—2035年）》，北京市域（郊）铁路共规划线路12条，分为14个规划项目，共874公里。
| 线路                                | 起终点及经过区域（斜体为未开通部分）                 | 途经线路                                           | 规划长度 （km） | 现状                                               |
| ----------------------------------- | ---------------------------------------------------- | -------------------------------------------------- | --------------- | -------------------------------------------------- |
| 城市副中心线 （S1线）               | 涿州-琉璃河-窦店-良乡-长阳-后吕村-衙门口东-北京西    | 西长铁路、京广铁路                                 | 52              | 运营中 （良乡经北京西、通州至乔庄东段）            |
| 城市副中心线 （S1线）               | 北京西-北京-北京东-通州-燕郊< 三河县 大厂-香河       | 北京地下直径线、京哈铁路、京唐城际铁路             | 41              | 运营中 （良乡经北京西、通州至乔庄东段）            |
| S2线                                | （黄土店-）南口-八达岭< 康莊-沙城 延庆               | 双沙铁路、京包铁路、康延铁路                       | 46              | 运营中                                             |
| 平谷线 （北京地铁22號线，或S3线）   | 东风北桥-徐辛庄-燕郊北-高楼-平谷                     | 新建线路                                           | 50              | 建设中 （仅高楼至平谷段）                          |
| 怀柔－密云线 （怀密线）             | 北京北-清河-昌平北-雁栖湖-怀柔北-黑山寺-古北口       | 京张城际、京通铁路                                 | 145             | 运营中                                             |
| 通密线 （京承线）                   | 北京东-通州西-顺义-牛栏山-怀柔< 密云北 雁栖湖-怀柔北 | 京承铁路、怀范铁路                                 | 96              | 运营中                                             |
| 新城联络线 （S6线）                 | 良乡-黄村-大兴新城-嘉会湖                            | 新建线路 （良乡至黄村段利用黄良铁路廊道）          | 131             | 规划中                                             |
| 新城联络线 （S6线）                 | 牛栏山-南法信-3号航站楼-徐辛庄-副中心-嘉会湖         | 新建线路 （怀兴城际铁路）                          | 131             | 规划中                                             |
| 新城联络线 （S6线）                 | 嘉会湖-采育-廊坊北-礼贤-大兴机场                     | 新建线路 （怀兴城际铁路）                          | 131             | 部分建成 （廊坊北至大兴机场段）                    |
| 新城联络线 （S6线）                 | 嘉会湖-通运门-徐辛庄                                 | 新建线路                                           | 28              | 预留廊道                                           |
| 东北环线 （S7线） （原规划为S11线） | 南口-沙河-黄土店-望京-北京朝阳< 北京东 四惠-光华路   | 京包铁路、双沙铁路、京哈铁路、新建光华路支线       | 66              | 建设中                                             |
| 京门－门大线 （京西线）             | 门头沟-三家店< 金安桥 衙门口东（-北京西）            | 京门铁路、丰沙铁路、新建衙门口东站至丰沙铁路联络线 | 19              | 规划中                                             |
| 京门－门大线 （京西线）             | 门头沟-大台-木城涧                                   | 京门铁路、丰沙铁路、新建衙门口东站至丰沙铁路联络线 | 34              | 规划中                                             |
| 京原线 （S10线）                    | 北京丰台-燕山-十渡-野三坡                            | 京原铁路                                           | 92              | 现运营非市郊旅客列车 （6437/6438次列车）           |
| 京九线                              | 北京东-北京南-北京丰台-黄村-固安                     | 京沪铁路、京九铁路                                 | 89              | 现运营非市郊旅客列车 （K7672、K7673、K7674次列车） |
| 京沪线                              | 北京东-北京南-北京丰台-黄村-广阳                     | 京沪铁路                                           | 89              | 规划中                                             |
| 东南环线 （S12线）                  | 北京朝阳-百子湾-小红门-大红门-北京丰台               | 丰双铁路                                           | 35              | 规划中                                             |
| 良陈线 （S13线）                    | 良乡-阎村-坨里                                       | 良陈铁路                                           | 16              | 规划中                                             |
| 南北直径线 （S14线）                | 保福寺-南苑                                          | 新建线路                                           | 28              | 规划中                                             |
| 北部联络线 （三城联络线） （S15线） | 永丰/保福寺-临河                                     | 新建线路 （顺义至怀柔段利用京承铁路）              | 58              | 规划中                                             |
| 北部联络线 （三城联络线） （S15线） | 怀柔-国科大                                          | 新建线路 （顺义至怀柔段利用京承铁路）              | 12              | 预留廊道                                           |
| 京广线                              | 北京丰台-长辛店-良乡                                 | 京广铁路                                           | 20              | 规划中                                             |
| 里程合计（km）                      | 里程合计（km）                                       | 里程合计（km）                                     | 1058            | 1058                                               |

## 图集

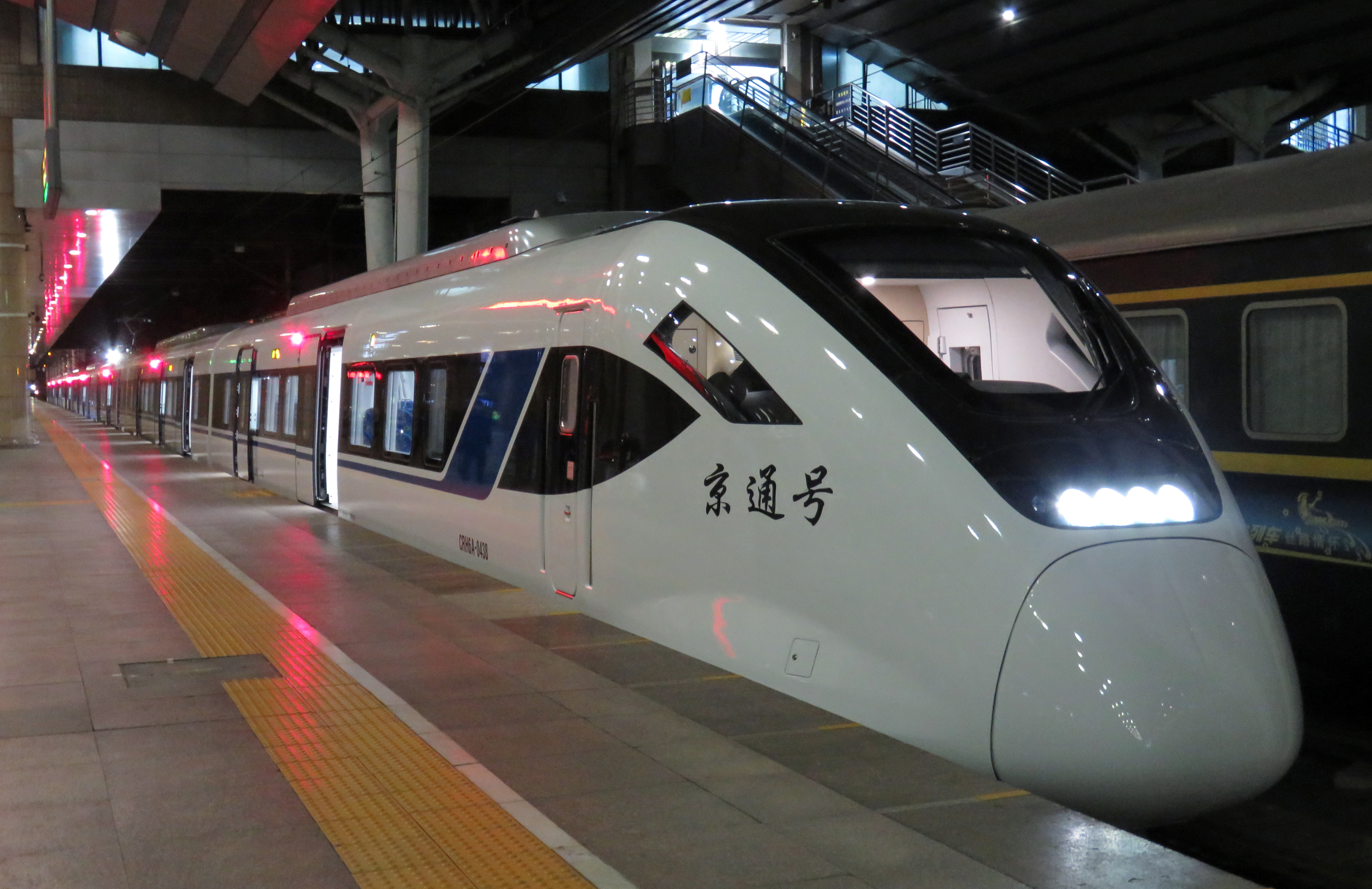
城市副中心线“京通号”动车组抵达北京西站1站台
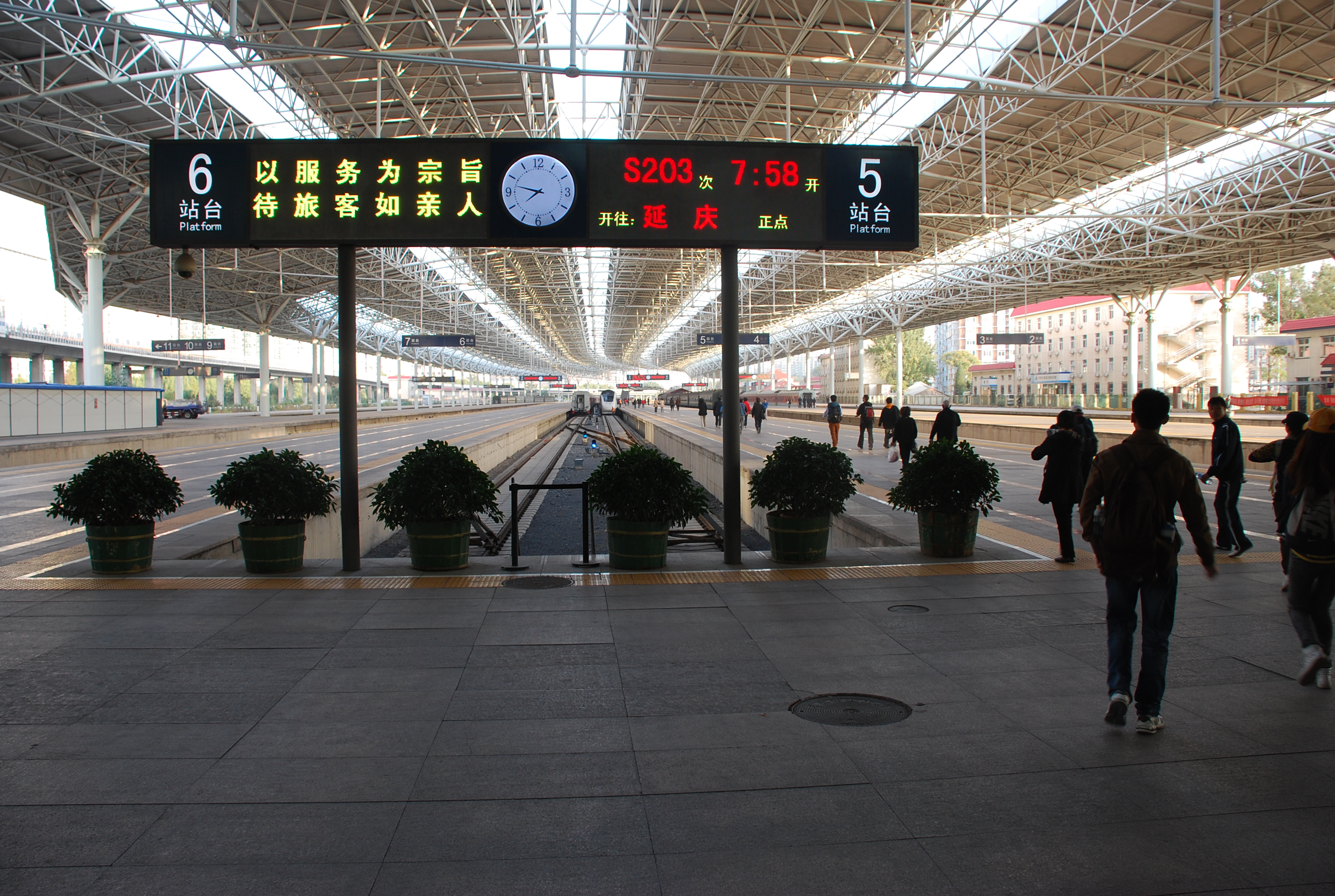
北京北站5站台上的S2线列车即将发车
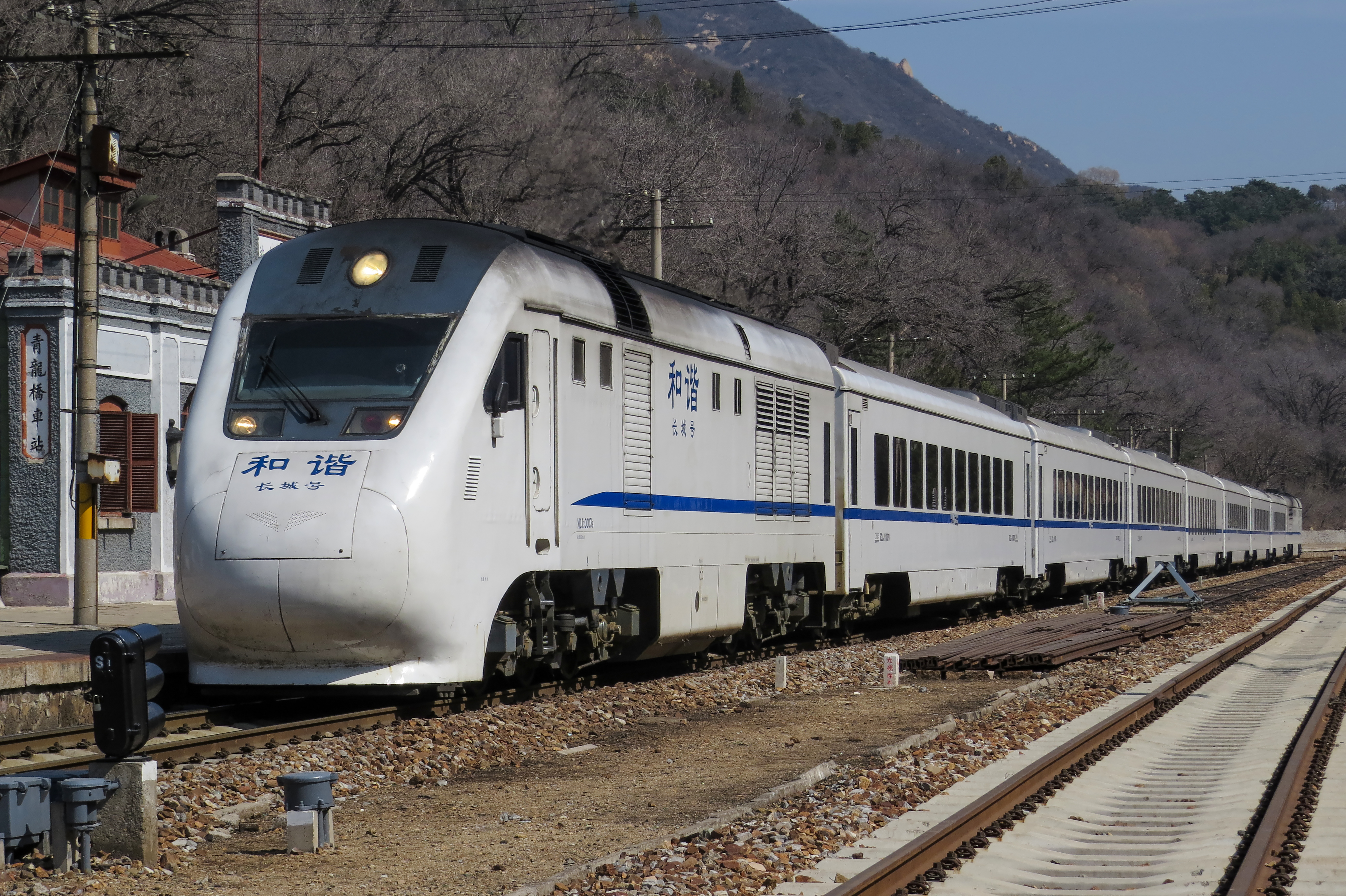
S2线列车在青龙桥站调向
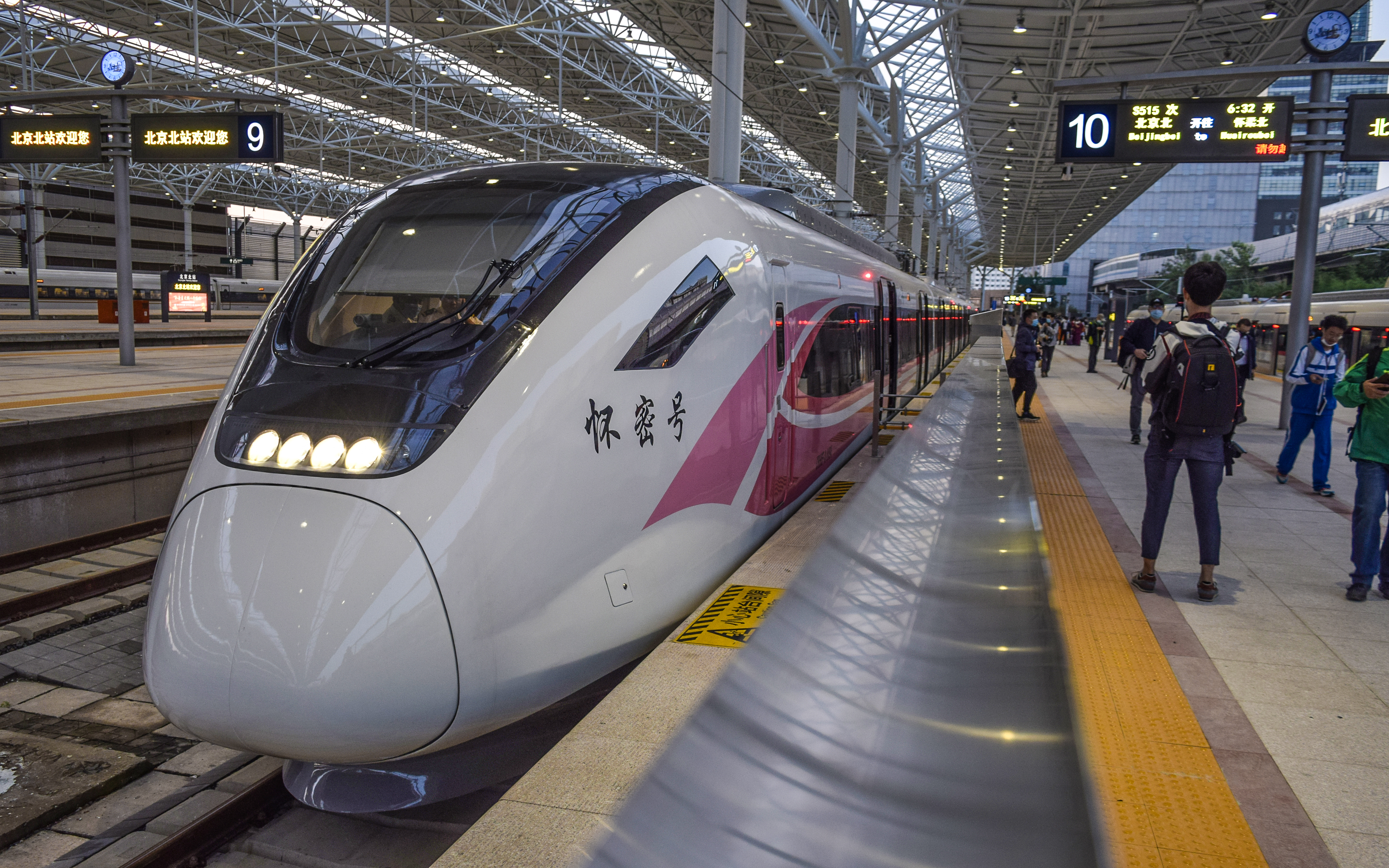
怀柔-密云线“怀密号”动车组即将从北京北站发车
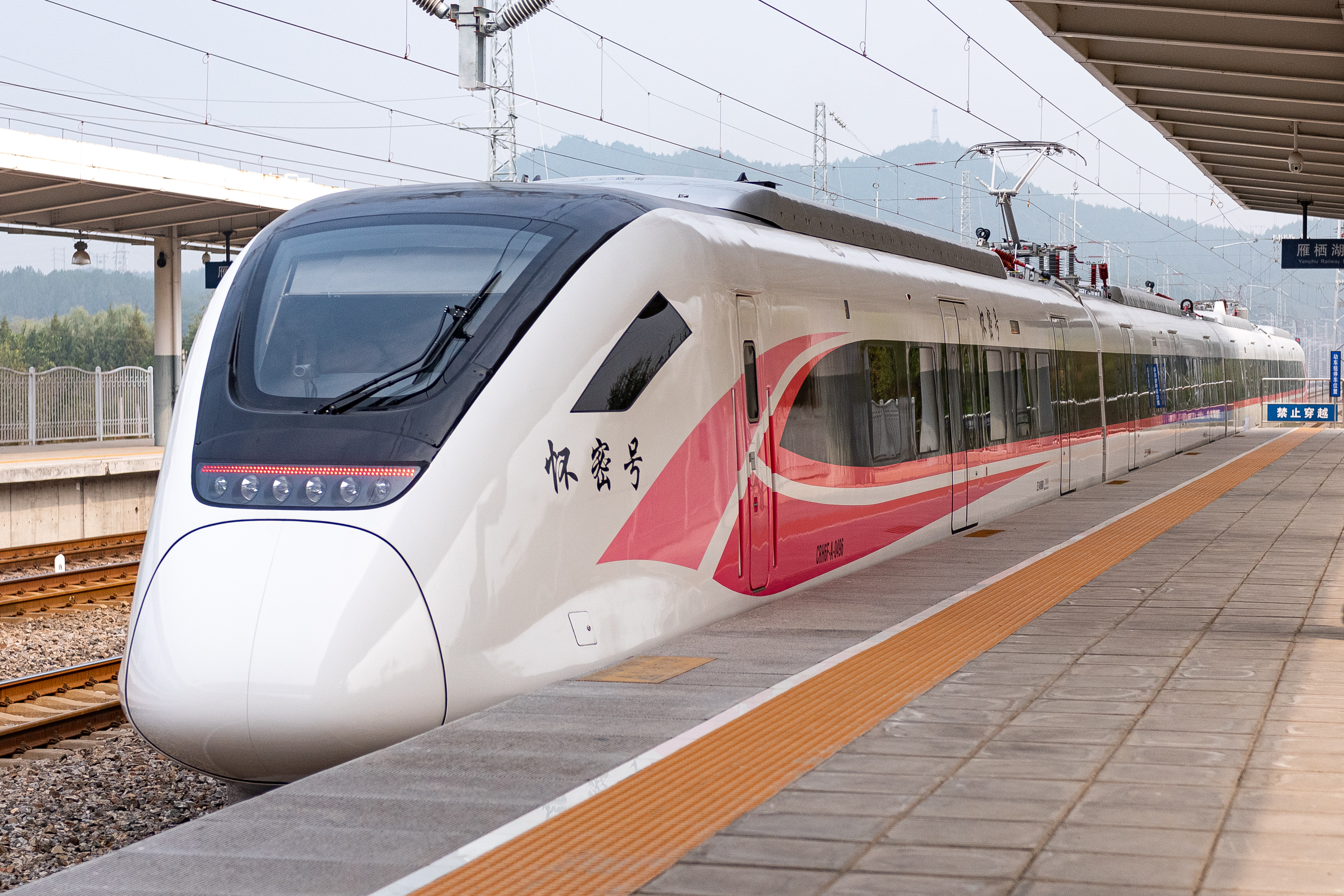
怀柔-密云线“怀密号”动车组驶出雁栖湖站
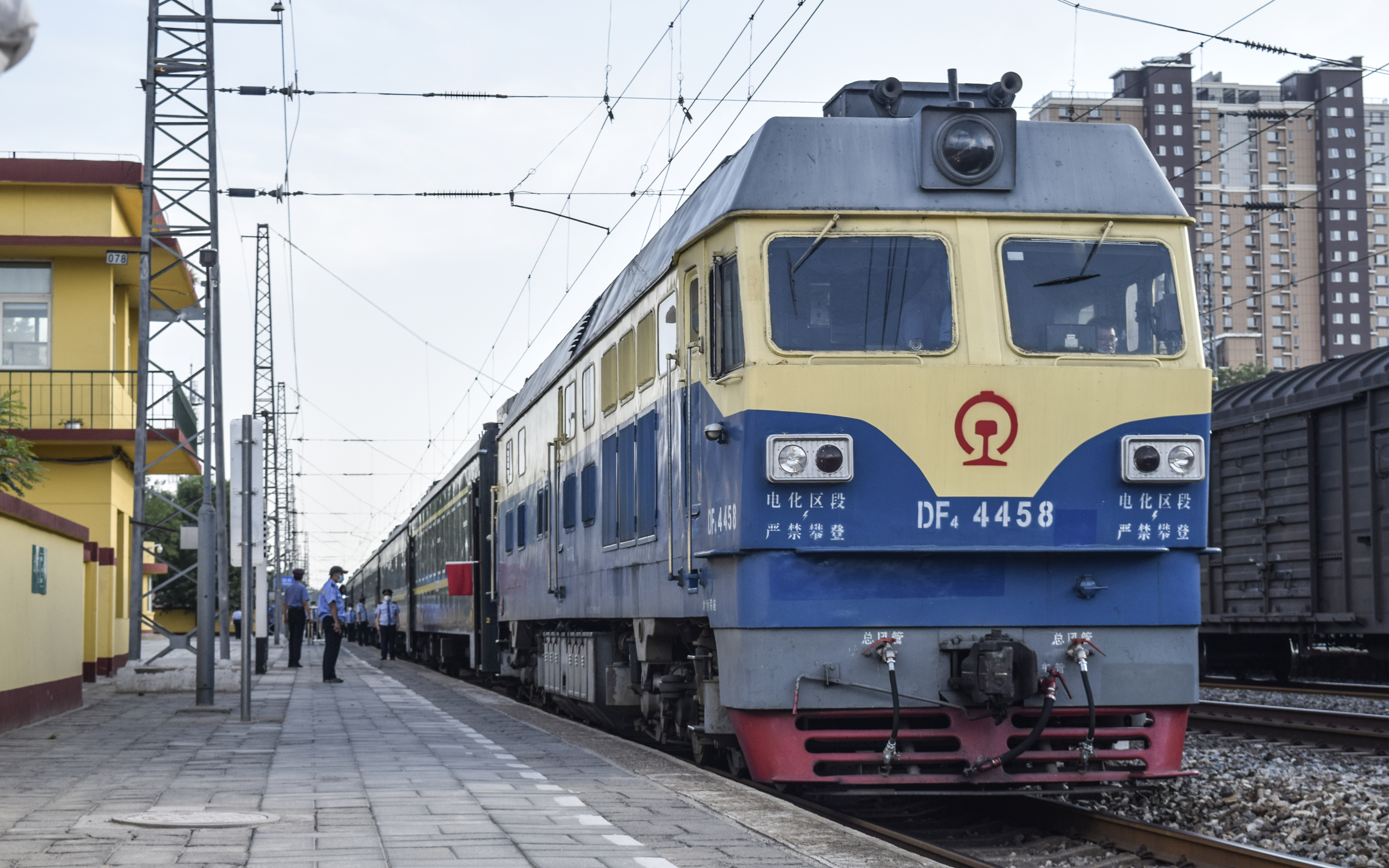
通密线主线列车即将从通州西站发车
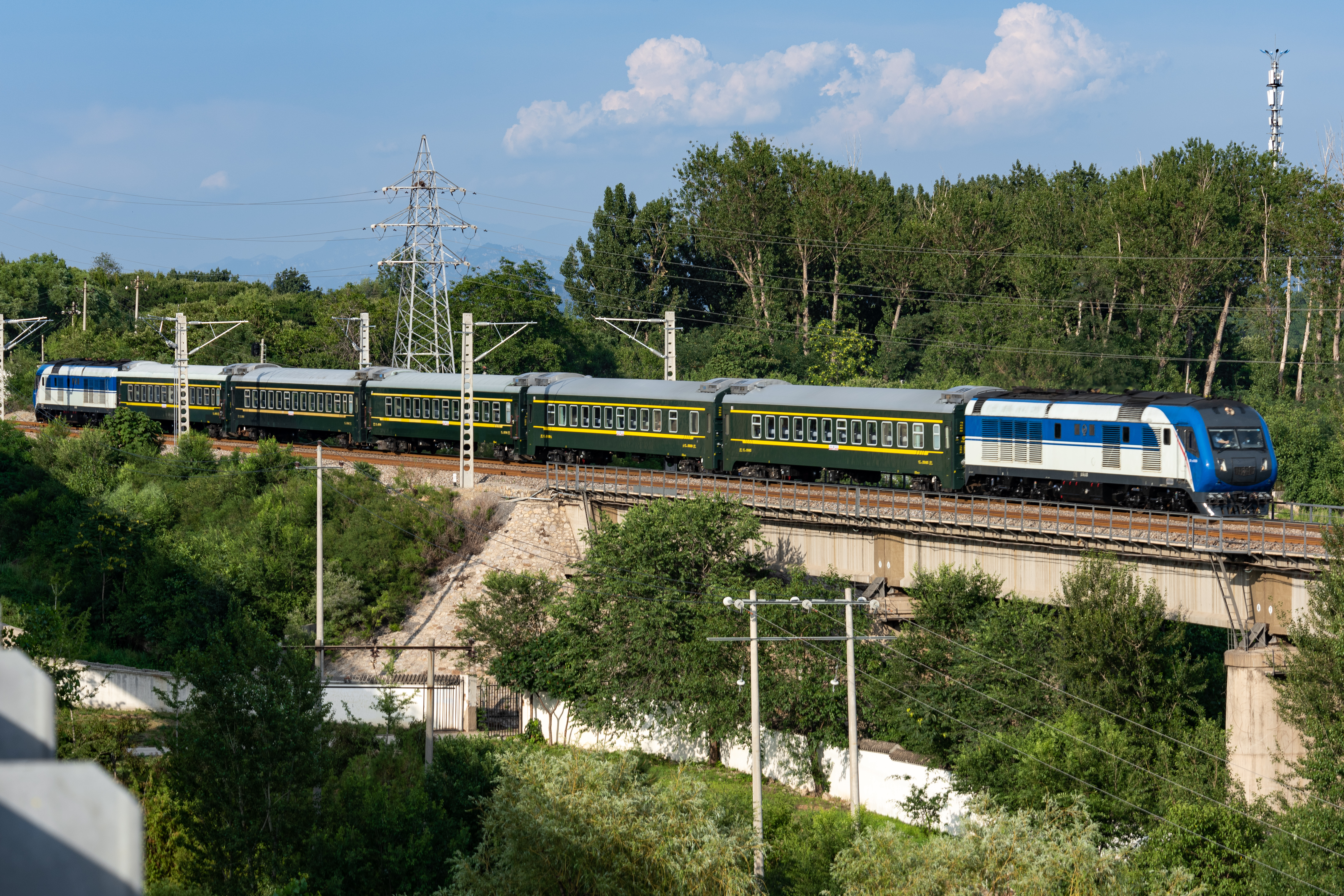
通密线支线列车驶经京通线雁栖湖段